# Stosunki polsko-islandzkie

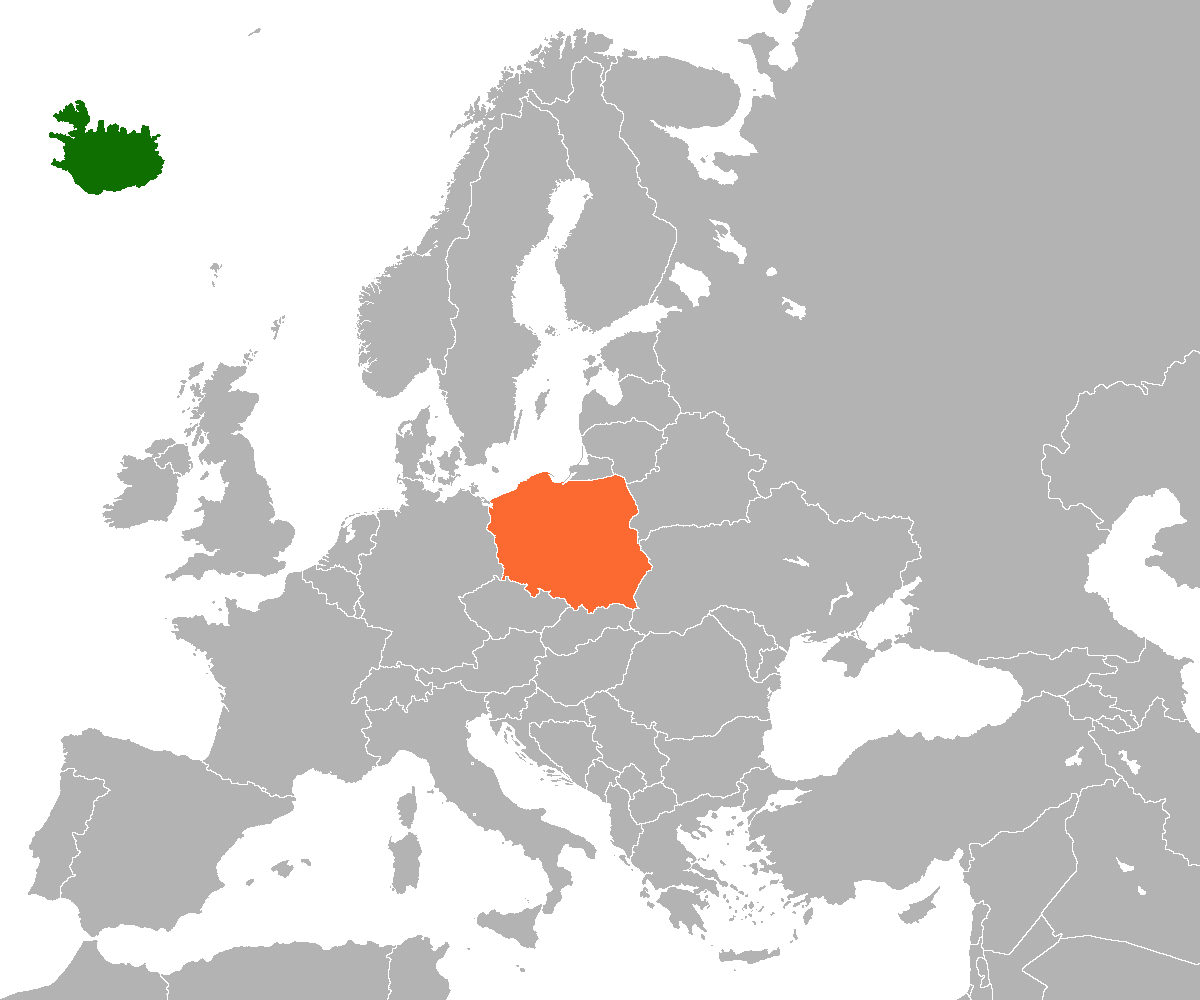
Położenie Polski i Islandii w Europie

Stosunki polsko-islandzkie – stosunki dyplomatyczne pomiędzy Polską a Islandią. Oba państwa są członkami Europejskiego Obszaru Gospodarczego, NATO, Organizacji Współpracy Gospodarczej i Rozwoju oraz Organizacji Narodów Zjednoczonych.

## Historia
Pierwszy znany kontakt Islandii z Polską rozpoczął się w 1613 roku, kiedy to członek Jednoty Braci Czeskich zamieszkały w Polsce, Daniel Vetter, z powodów prześladowań religijnych wyjechał na Islandię i spędził znaczną część czasu na tej wyspie. W 1638 roku opublikował książkę o polskim tytule „Islandia, Albo Krótkie opisanie Wyspy Islandiy” (opublikowana została w Lesznie) o swojej podróży w kraju. W XIX wieku polski pisarz Edmund Chojecki przybył na Islandię jako sekretarz przyszłego francuskiego cesarza Napoleona III. W 1857 roku Chojecki opublikował książkę w języku francuskim, opisując swoje podróże i doświadczenie w Islandii.
W 1924 r. Islandia i Polska podpisały traktat handlowy. Przed końcem II wojny światowej Islandia uznała polski tymczasowy rząd jedności narodowej w lipcu 1945. Stosunki dyplomatyczne między dwoma narodami zostały oficjalnie ustanowione w styczniu 1946. W 1956 r. Polska otworzyła konsulat w Reykjaviku, który pozostawał otwarty do 1981 roku. W 2008 r. Polska ponownie otworzyła konsulat generalny w Reykjavíku. Od 1 kwietnia 2013 r. w jego miejsce utworzono ambasadę. 
Islandia otworzyła swoją placówkę dyplomatyczną w Warszawie 1 grudnia 2022 r..

## Migracja
W latach sześćdziesiątych polscy migranci zaczęli przyjeżdżać na Islandię, aby pracować w stoczniach na terenie całej wyspy. Potrzeba pracy spowodowała, że Islandia zaczęła masowo rekrutować polskich pracowników w latach 80. Na początku XXI społeczność polska liczyła ponad 20 000 osób. Po islandzkim kryzysie finansowym w latach 2008–2011 społeczność polska zmniejszyła się o połowę, jednak obecnie obywatele Polski stanowią 6% ogółu mieszkańców wyspy, a polscy mieszkańcy stanowią największą społeczność zagraniczną w Islandii.

## Współpraca gospodarcza

### Gospodarcze umowy dwustronne
Od momentu wejścia Polski do UE (1 maja 2004 r.) współpraca gospodarcza realizowana jest na podstawie Porozumienia o Europejskim Obszarze Gospodarczym (EOG) wraz z poprawkami wynikającymi z rozszerzenia EOG o 10 krajów nowo przystępujących (Protokół do EOG w sprawie rozszerzenia wszedł w życie 6 grudnia 2005 r.). Z dniem 1 maja 2006 r. Islandia zniosła wszelkie ograniczenia w dostępie do rynku pracy dla obywateli nowych państw członkowskich UE, w tym Polski.
Nie straciły ważności bilateralne umowy między Polską a Islandią, których nie obejmuje kompetencja Wspólnoty, w tym: Umowa w sprawie unikania podwójnego opodatkowania i zapobiegania uchylaniu się od opodatkowania w zakresie podatków od dochodu i majątku z 19.06.1998r. (Dz.U. 1999 nr 79, poz. 890).

### Dwustronna wymiana handlowa
Według danych wstępnych GUS za 2018 r. Islandia jest 61 partnerem eksportowym Polski (udział 0,07%) i 65 partnerem w imporcie (udział 0,08%). Na dynamikę importu w szczególności wpłynęło zwiększenie importu aluminium i wyrobów aluminiowych oraz ryb.
Najważniejsze grupy towarowe w polskim eksporcie do Islandii w 2019 r. to:
- wyroby przemysłu elektromaszynowego – 61,4%, w tym urządzenia mechaniczne (11,5%), pojazdy mechaniczne i ich części (7,4%) oraz statki i łodzie (41,4%),
- artykuły rolno-spożywcze – 7,2%,
- wyroby metalurgiczne, głównie z żeliwa, stali i aluminium – 10,1%,
- wyroby przemysłu chemicznego – 6,2%, w tym głównie wyroby farmaceutyczne (2,7%) i tworzywa sztuczne (2,6%)

Najważniejsze grupy towarowe w polskim imporcie z Islandii:
- wyroby metalurgiczne – 46,9%, w tym aluminium i wyroby z aluminium (44,8%), żeliwo i stal (2,1%),
- ryby – 47%.